# Логи
Ло́ги (др.-сканд. Logi) — в скандинавской мифологии великан, персонификация огня.

## Этимология
Logi в переводе с древнескандинавского означает «пламя», «огонь» (сходные переводы есть и в других современных языках (англ. Flame, нем. Flamme)). Кроме того, встречается название Ха́логи (др.-сканд. Hálogi, то есть «Высокий Логи» или, дословно: «высокое пламя»).

## Логи в Эдде и сагах
О Логи упоминает в своей «Младшей Эдде» («Видение Гюльви», части 46, 47) Снорри Стурлусон, повествуя о путешествии Тора в город Утгард: когда его спутник Локи захотел показать своё искусство быстро есть, повелитель города Утгарда-Локи вызвал тому в соперники «одного человека по имени Логи, сидевшего всех ниже» в зале для пиров. 

«Тут принесли корыто и, наполнив его мясом, поставили на пол. Локи уселся с одного конца, а Логи — с другого, и принялись они есть кто скорее, и встретились посреди корыта. Локи обглодал дочиста все кости, а Логи съел мясо, да вместе с костями, а с ним и корыто. И всякому стало видно, что Локи игру проиграл».
 Когда же на следующий день Утгарда-Локи провожал своих гостей, он поведал, что хотя Локи и ел быстро, но «тот, кого звали Логи, был огонь, и сжёг он не только мясо, но и корыто».
Некоторые сведения о Логи сообщают исландские «Саги о древних временах»: так, например, в тексте «О Форньоте и его родичах» говорится, что отцом Логи был «один человек» (согласно «Саге об оркнейцах» — конунг) по имени Форньот (др.-сканд. Fornjótr, «древний великан»), у которого «было три сына: первый Хлер, второй Логи и третий Кари. Кари повелевал ветрами, Логи — огнём, а Хлер — морем». «Сага об оркнейцах» уточняет, что старший брат Логи — Хлер — не кто иной, как морской ётун Эгир. «Сага о Торстейне сыне Викинга» даёт следующую информацию о Логи: «Он правил страной на севере Норвегии. Логи был выше и сильнее, чем кто-либо другой в этой стране… Логи был красивейшим из людей. Он походил силой и ростом на свой род, а был он из рода исполинов». Там же рассказывается о его жене Глёд (др.-сканд. Glǫð, «жар») — чей отец происходил из страны великанов Ётунхейма — и двух дочерях, названных Эйса (др.-сканд. Eisa, «раскалённые угли») и Эймюрья (др.-сканд. Eimyrja, «тлеющие угли»).
Наконец, в «Языке поэзии» среди кеннингов огня называются: «брат ветра и Эгира» и «убийца Хальва» (о котором, по-видимому, рассказывает «Сага о Хальве и воинах Хальва»).

## Интерпретации и значение

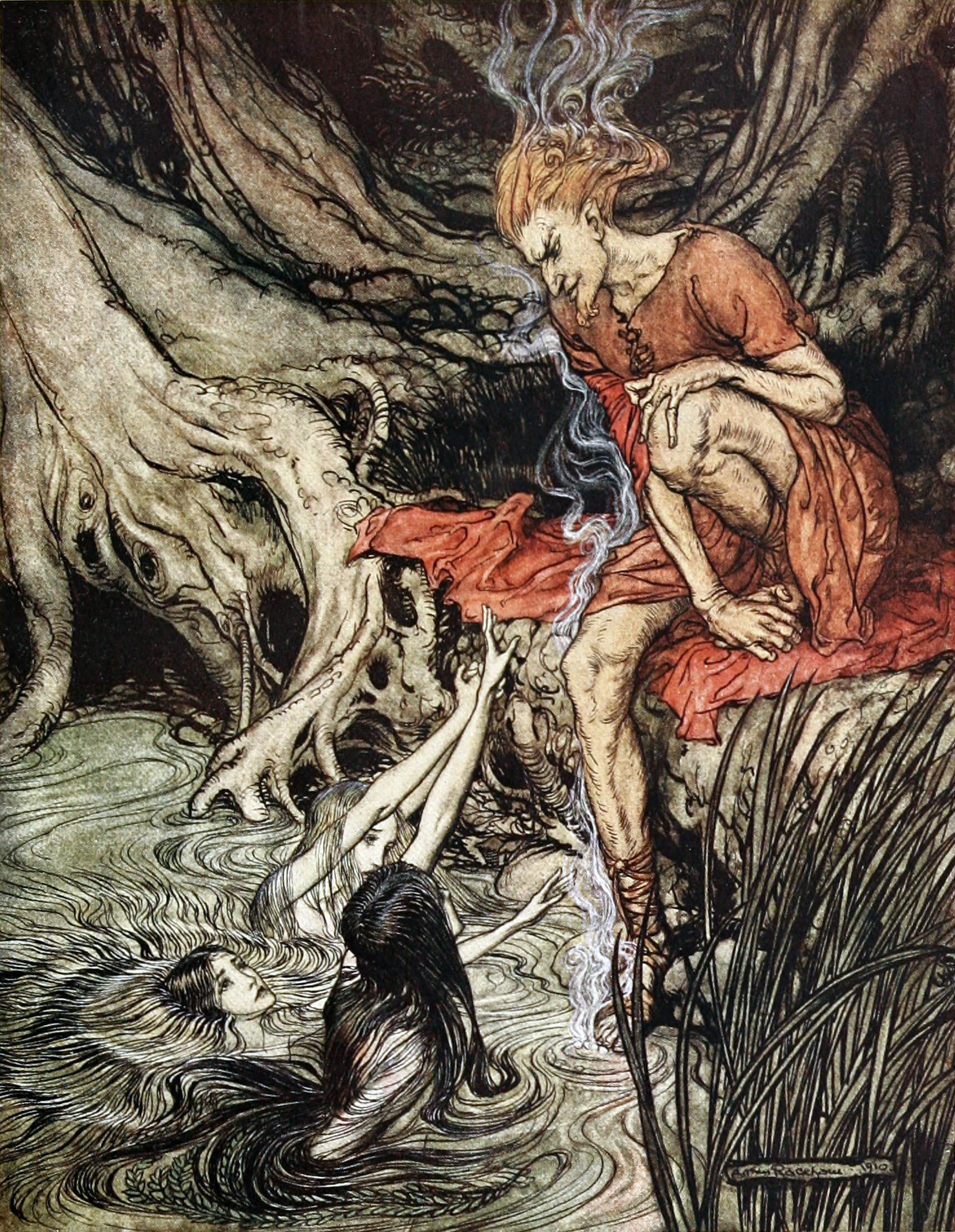
Логе в «Золоте Рейна»

Многие из первых исследователей Эдды (к примеру, Якоб Гримм) из-за сходного звучания имён зачастую объединяли Логи и Локи в одного персонажа и даже предполагали, что последний может быть богом огня. Этой же традиции, по-видимому, следовал и Рихард Вагнер в своём «Золоте Рейна», представив в персонаже Логе бога огня, объединившего в себе фигуры Логи Стурлусона и Локи. Возможно, что отделение Локи (как более развитого божества) от огненного демона Логи состоялось на более позднем этапе мифотворчества.
Более обоснованной выглядит прямо противоположная точка зрения, согласно которой в определённый период два изначально совершенно разных героя мифов были связаны воедино лишь из-за близости произношения их имён. Вероятно, что это произошло в Исландии, когда более поздний мифологический персонаж Локи, не имевший чего-либо общего с огнём, наложился на древнего огненного демона Логи.
Порою Логи, отождествляемого с огнём (а точнее, с «диким огнём», др.-сканд. villieldr), относят к огненным великанам, хотя нет никаких указаний на связь Логи с их миром — Муспельхеймом — и корректнее было бы назвать его огнём в облике великана. В некоторых публикациях упоминание Логи как огненного великана (нем. Feuerriese) сопровождается вопросительным знаком. Явление же его под видом жителя Утгарда относится к тому же ряду мистификаций Утгарда-Локи, что и мировой змей Ёрмунганд в виде гигантской кошки, мысль в образе бегуна Хуги или старость, воплотившаяся в старухе Элли. Также не прослеживается никакой сюжетной связи между историей посещения богами Утгарда и упоминанием Логи в сагах.
Высказано несколько парадоксальное мнение, что в поединке на скорость поедания мяса настоящим победителем мог быть вовсе не Логи, а его соперник, поскольку в этом ритуальном действии необходимо было съесть именно мясо, не затронув костей (что Локи и удалось). А в предположении, что именно Логи стал прообразом Сурта, владыки Муспельхейма, отсутствует необходимая аргументация.
Имя Логи присвоено одному из спутников Сатурна.